# Monostars
Monostars ist eine seit 1995 bestehende Indie-Rock-Band aus München.

## Geschichte
Die Monostars wurden Anfang 1995 von den beiden verbliebenen Mitgliedern der aufgelösten Band Animal Crakers, Lenz Lehmair und Marc Deckert, sowie dem Sänger Norbert Graeser gegründet. 1996 produzierte die Band bei Mario Thaler im uphon-Studio in Weilheim ihr erstes Album, das Ende des Jahres auf Veracity erschien.
1999 gingen die Monostars zum zweiten Album Passagen mit den befreundeten Münchner Bands Isar 12 und den Moulinettes als „Isar Listening“-Paket auf Tour.
Im Herbst 2003, nach den Konzerten zum vierten Album Nichts für immer, verließen Marc Deckert und Ralf Nickolaus die Band.
Mit Markus Böker am Schlagzeug und Tim Trachte an der Gitarre erschien 2007 das fünfte Album Neobagism. Während der Arbeiten am Album Absolut! gesellte sich Dirk Ducar als weiterer Gitarrist hinzu. Absolut! erschien im Sommer 2011 auf Alfred Hilsbergs Hamburger Label ZickZack. Im November 2024 erschien das bisher letzte Monostars-Album Alles wollen Nichts müssen ebenfalls auf ZickZack.

## Stil
Die Monostars machen Indie-Rock mit deutschen Texten. Auf Grund der Veröffentlichungen auf dem Hamburger Label What’s So Funny About wurde die Band anfangs als Satellit der Hamburger Schule zugeordnet.
Die Band selbst nennt zu Beginn britische Bands wie Felt und Stereolab oder Krautrock-Bands wie Neu! als Einfluss.
Auf späteren Alben wird der Sound zunehmend gitarrenlastiger mit Einflüssen aus Post-Punk und Shoegaze.

## Diskografie

### Alben
- 1996: In Zeitlupe (Veracity Records)
- 1999: Passagen (What’s So Funny About)
- 2001: Stop Making Friends (What’s So Funny About)
- 2003: Nichts für Immer (What’s So Funny About)
- 2007: Neobagism (Arg & Loud Records)
- 2011: Absolut! (ZickZack / Red Can Records)
- 2024: Alles wollen Nichts müssen (ZickZack)

### Singles
- 1999: Dresden Neustadt (Firestation Tower Records)

### Beiträge zu Kompilationen
- 1998: Dresden Neustadt auf Zur Hölle Mama (Trikont)
- 2003: Gleiten und Driften auf Aufnahmezustand 2. Pegelausschlag (Zyx)
- 2004: In It for the Trouble auf Müssen alle mit 2 (Tapete Records)